# 142 (število)
142 (stó dváinštírideset) je naravno število, za katero velja 142 = 141 + 1 = 143 - 1.
Sestavljeno število
Ne obstaja noben takšen cel x, da bi veljala enačba φ(x) = 142.